# Cytoliza
Cytoliza – proces rozpadu martwej, starej lub uszkodzonej komórki zachodzący przy udziale enzymów hydrolitycznych (hydrolaz) pochodzących z zewnątrz (np. z niektórych leukocytów) lub wewnątrz komórki (np. z lizosomów).